# Jamaica en los Juegos Olímpicos de Atenas 2004
Jamaica estuvo representada en los Juegos Olímpicos de Atenas 2004 por un total de 47 deportistas que compitieron en 4 deportes.  
La portadora de la bandera en la ceremonia de apertura fue la atleta Sandie Richards.

## Medallistas
El equipo olímpico jamaicano obtuvo las siguientes medallas:
| Nombre                                                        | Deporte   | Competición        |
| ------------------------------------------------------------- | --------- | ------------------ |
| Oro                                                           |           |                    |
| Veronica Campbell                                             | Atletismo | 200 m F            |
| Veronica Campbell Sherone Simpson Aleen Bailey Tayna Lawrence | Atletismo | 4 × 100 m F        |
| Plata                                                         |           |                    |
| Danny McFarlane                                               | Atletismo | 400 m con vallas M |
| Bronce                                                        |           |                    |
| Veronica Campbell                                             | Atletismo | 100 m F            |
| Sandie Richards Novlene Williams Michelle Burgher Nadia Davy  | Atletismo | 4 × 400 m F        |